# Hertshoornvaren
De hertshoornvaren (Platycerium bifurcatum) is een varen uit de eikvarenfamilie (Polypodiaceae). De plant komt van oorsprong uit Australië, waar deze als epifyt op bomen groeit.
De plant heeft twee soorten bladeren: steriele en fertiele. De steriele nis- of mantelbladeren zijn breed en rond en geven steun aan de afhangende fertiele bladeren. Ze liggen vaak dakpansgewijs over de tak waarop de varen groeit. Deze steriele bladeren rotten langzaam weg en vormen zo humus waaruit de wortels van de varen voedsel halen. De fertiele bladeren zijn ingesneden en geweivormig (vandaar de Nederlandse naam). Ze hebben aan de onderkant sporendoosjes. Het fertiele blad is veel langer dan de steriele bladeren. Om verdamping te beperken en luchtvocht op te nemen is dit blad bedekt met een grijswit viltig laagje.
In warmere klimaten komt de plant in de natuur voor. In Europa wordt de plant toegepast als kamerplant, de populariteit wisselt. De hertshoornvaren groeit het beste op een stuk schors of een turfblok. De pot eromheen wordt daarna gevuld met speciale grond voor varens of met veenmos. Het beste is om voor de hertshoornvaren kalkvrij water te gebruiken (regenwater). Het blad moet regelmatig bestoven worden met water, water geven kan het best door onderdompelen. Stukjes vermolmde turf of gecomposteerde stalmest tussen de steriele bladeren duwen stimuleert de groei van nieuwe bladeren. De plant wordt vermeerderd door uitlopers op te potten. De plant is gevoelig voor bladluis. Aantasting door luizen is onder meer te herkennen aan kleverige bladeren.

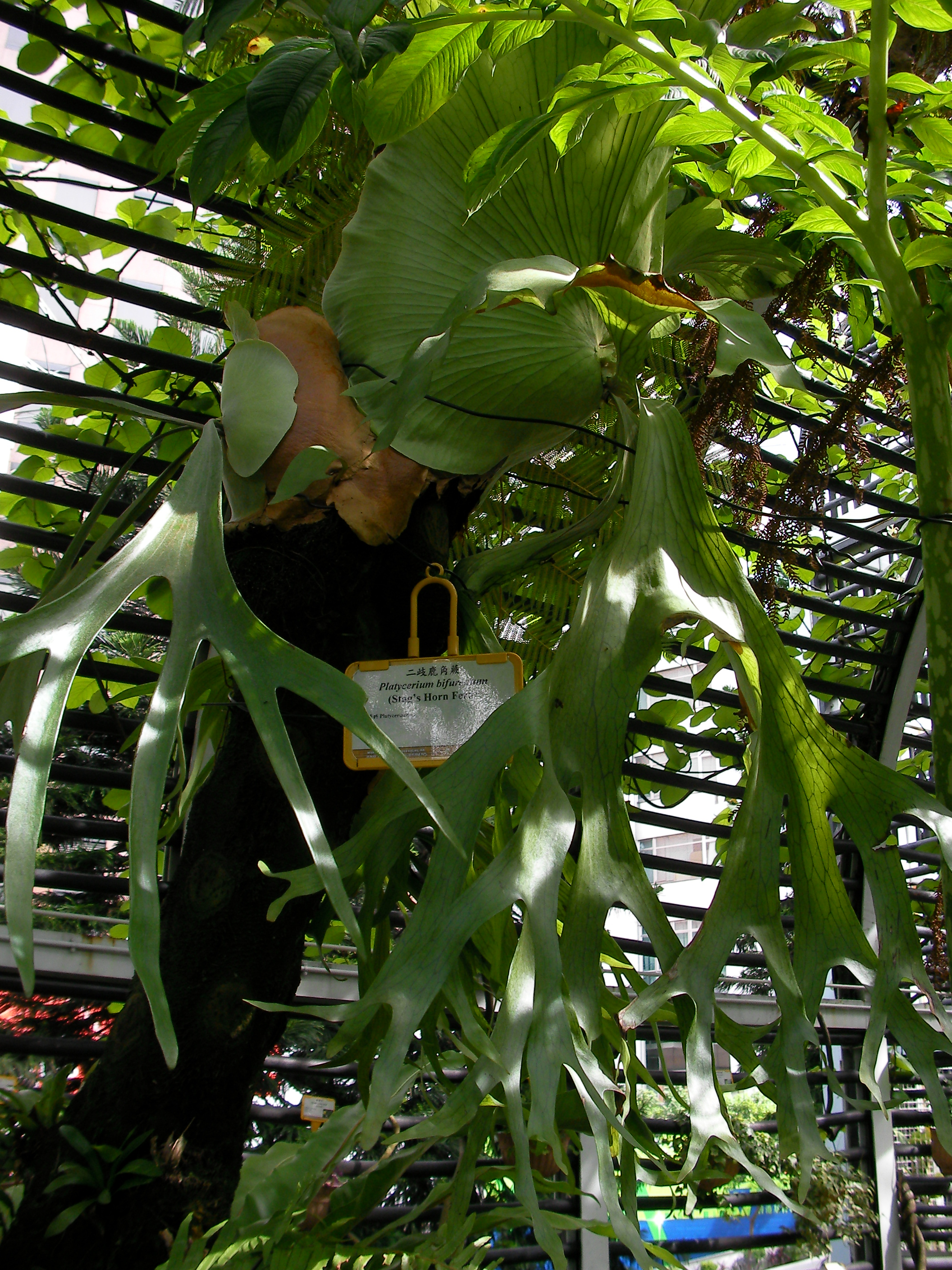
Hertshoornvaren